# Jurassic World: Camp Cretaceous
Jurassic World: Camp Cretaceous (no Brasil, Jurassic World: Acampamento Jurássico, e em Portugal, Mundo Jurássico: Acampamento Cretáceo) é uma série de animação CGI que estreou na Netflix em 18 de setembro de 2020. É um projeto conjunto entre a Netflix e a DreamWorks Animation.  Será a primeira série oficial da franquia Jurassic Park. Passado durante os eventos de Jurassic World, a série segue seis adolescentes que ficaram presos na Isla Nublar depois que vários dinossauros escaparam de seus habitats.
Após seu lançamento, a série foi recebida com críticas mistas e positivas.
Em 10 de Outubro de 2020 a Série foi renovada para segunda temporada, que teve sua estreia no dia 22 de Janeiro de 2021. Dois meses depois a série foi renovada para terceira temporada, que estreia em 21 de Maio de 2021. Um mês depois que a série foi renovada para uma terceira temporada, em 3 de Dezembro de 2021 chegava a quarta temporada, que não foi muito bem recebido pelos fãs, por motivos óbvias, e em 21 de Julho de 2022 chegava a 5° e última temporada de Acampamento Jurássico.

## Premissa
Jurassic World: Camp Cretaceous segue um grupo de seis adolescentes escolhidos para uma experiência única em um novo acampamento de aventura no lado oposto de Isla Nublar . Mas quando os dinossauros causam estragos na ilha, os campistas ficam presos. Incapazes de alcançar o mundo exterior, eles precisarão passar de estranhos a amigos e familiares se quiserem sobreviver.

-  Amblin Entertainment

## Elenco
- Paul-Mikél Williams - Darius Bowman: Um nerd fanático por dinossauros e líder do grupo. [3][4]
- Jenna Ortega - Brooklynn: Uma influenciadora digital com 27 milhões de seguidores. [3][4]
- Ryan Potter - Kenji Kon: O riquinho e autoproclamado "Macho alfa do grupo". [3][4]
- Raini Rodriguez - Sammy Gutierrez: Uma garota entusiasmada por estar no acampamento. É uma espiã corporativa de uma empresa rival das Indústrias Masrani. [3][4]
- Sean Giambrone - Ben Pincus: O covarde e germofóbico do grupo, faz amizade com uma anquilossauro chamada Bolota. [3][4]
- Kausar Mohammed - Yasmina "Yaz" Fadoula: Uma garota atlética, séria e reservada. [3][4]

- Jameela Jamil - Roxie: A monitora do acampamento, bastante focada no trabalho.  [3][4]
- Glen Powell - Dave: O monitor do acampamento que, ao contrário de Roxie, é bobo e descontraído. [3][4]

- Greg Chun - Dr. Henry Wu: O geneticista que recriou os dinossauros e o engenheiro genético chefe da InGen.
- Jeff Bergman - Sr. DNA: O mascote do Jurassic World.
- Keston John - Fredrick Bowman: O falecido pai de Darius.
- Benjamin Flores Jr. - Brendon Bowman: Irmão de Darius.
- James Arnold Taylor - Eddie: Um funcionário que teve seu aniversário interrompido pela fuga dos dinossauros. Foi morto pela Indominus rex no episódio 5.
- Secunda Wood - Locutora: A voz automática do parque.
- Roger Craig Smith - Locutor de emergência: Um funcionário do parque.
- Bradley Whitford - Mitch.
- Stephanie Beatriz - Tiff
- Angus Sampson - Hap

## Episódios
| N° | Título                         | Diretor        | Escrito por               | Data de lançamento original |  |
| --- | ------------------------------ | -------------- | ------------------------- | --------------------------- |  |
| 1 | ¨Acamapamento Jurássico¨       | Lane Lueras    | Zack Stentz Scott Kreamer | 18 de setembro de 2020      |  |
| Depois de passar a vida esperando a chance de ver dinossauros, Darius acampa com outros cinco adolescentes na ilha nublar para viver a maior aventura de sua vida.  |                                |                |                           |                             |  |
| 2 | "Segredos"                     | Dan Riba       | Sheela Srinivas           | 18 de setembro de 2020      |  |
| Enquanto o restante do pessoal visita o laboratório de genética, Kenji leva Darius a uma área secreta do parque, onde mora o perigo                                 |                                |                |                           |                             |  |
| 3 | "Guiando o rebanho"            | Zesung Kang    | Rick Williams             | 18 de setembro de 2020      |  |
| Os campistas dirigem suas girosferas para guiar um rebanho de dinossauros para uma área verde do outro lado da ilha. Mas uma tempestade traz problemas inesperados. |                                |                |                           |                             |  |
| 4 | "Tudo dá errado"               | Michael Mullen | M. Willis                 | 18 de setembro de 2020      |  |
| Darius se lembra da promessa que fez ao pai. Em outro lugar da ilha, os campistas ficam cara a cara com uma nova ameaça.                                            |                                |                |                           |                             |  |
| 5 | "O aniversário do Eddie"       | Zesung Kang    | Josie Campbell            | 18 de setembro de 2020      |  |
| Após o encontro com a Indominus, a turma se abriga no laboratório de genética, onde um estranho cientista revela a verdade sobre o Dr .Wu.                          |                                |                |                           |                             |  |
| 6 | "Bem-vindos ao Jurassic World" | Michael Mullen | Zack Stentz               | 18 de setembro de 2020      |  |
| O segredo de Sammy deixa todos em choque, mas o grupo se distrai quando um bando de pteranodontes força todos a buscar abrigo subterrâneo.                          |                                |                |                           |                             |  |
| 7 | "Último dia do acampamento"    | Eric Elrod     | Sheela Srinivas           | 18 de setembro de 2020      |  |
| Os campistas deixam a lagoa do Mosassauro e tentam chegar ao monotrilho. Lá, Ben tem a chance de encarar os seus medos.                                             |                                |                |                           |                             |  |
| 8 | "Fim da linha"                 | Zesung Kang    | Scott Kreamer             | 18 de setembro de 2020      |  |
| Em uma corrida contra o tempo, os campistas tentam pegar o último barco para sair da ilha. E se eles não conseguirem?                                               |                                |                |                           |                             |  |

## Produção
Em 2019, foi anunciado que uma série animada em CGI iria estrear na Netflix em 2020. Um projeto conjunto entre Netflix, Universal Studios , Amblin Entertainment e DreamWorks Animation , foi anunciado que Scott Kreamer e Lane Lueras iriam ser os showrunners da série e seriam os produtores executivos da série junto com Steven Spielberg , Frank Marshall e Colin Trevorrow , enquanto Zack Stentz atuaria como produtor consultor.  Um trailer oficial foi lançado em 1º de setembro de 2020.